# آلاباشلی
آلاباشلی (به لاتین: Alabaşlı) یک منطقهٔ مسکونی در جمهوری آذربایجان است که در شهرستان ساموخ واقع شده‌است.

## خصوصیات
آلاباشلی ۱٬۲۶۵ نفر جمعیت دارد.